# Praomys
Praomys é um género de roedor da família Muridae.

## Espécies
- Praomys daltoni Thomas, 1892
- Praomys degraaffi Peterhans & Van der Straeten, 1999
- Praomys delectorum (Thomas, 1910)
- Praomys derooi (Van der Straeten & Verheyen, 1978)
- Praomys hartwigi Eisentraut, 1968
- Praomys jacksoni (de Winton, 1897)
- Praomys lukolelae (Hatt, 1934)
- Praomys minor Hatt, 1934
- Praomys misonnei Van der Straeten & Dieterlen, 1987
- Praomys morio (Trouessart, 1881)
- Praomys mutoni Van der Straeten & Dudu, 1990
- Praomys obscurus Hutterer & Dieterlen, 1992
- Praomys petteri Van der Straeten, Lecompte & Denys, 2003
- Praomys rostratus (Miller, 1900)
- Praomys tullbergi (Thomas, 1894)
- Praomys verschureni Verheyen & Van der Straeten, 1977